# Cuora evelynae
Cuora evelynae là một loài rùa trong họ Emydidae. Loài này được Ernst & Lovich mô tả khoa học đầu tiên năm 1990.